# ルーカス・トレイラ
ルーカス・セバスティアン・トレイラ・ディ・パスクア（Lucas Sebastian Torreira Di Pascua、 1996年2月11日 - ）は、ウルグアイ・リオ・ネグロ県フライ・ベントス出身のサッカー選手。スュペル・リグ・ガラタサライSK所属。ウルグアイ代表。ポジションはミッドフィルダー。

## 経歴

### ユース
2013年、モンテビデオ・ワンダラーズのユースチームに加入し、2014年にペスカーラのユースチームに移籍した。

### ぺスカーラ
2014-15シーズンにはトップチームに召集され、2014年10月25日には初めてベンチ入りした。2015年5月16日、セリエBのヴェレーゼ・カルチョSSD戦にスタメン出場し、トップチームデビューを果たした。このシーズンは昇格プレーオフを含めて5試合に出場した。

### サンプドリア
2015年6月1日にセリエA・サンプドリアに移籍。1年間はレンタルの形でペスカーラに残留した。
2015年8月9日、コッパ・イタリアのズュートティロール戦でプロ初ゴールを決めた。リーグ戦で26試合3得点の成績を残し、昇格プレーオフでは3試合1得点の成績を残した。2016年8月21日、セリエA開幕節のエンポリ戦にフル出場し、セリエAデビューを果たした。

### アーセナル
2018年7月10日、プレミアリーグ・アーセナルへ移籍することが発表された。背番号はメスト・エジルの背番号変更で空き番となった11番に決定。
2018年12月2日、トッテナム・ホットスパー戦で初ゴールを決めた。1週間後の12月8日、ハダースフィールド・タウン戦では、オーバーヘッドキックでクラブ2ゴール目を決めた。この試合で、5試合連続でマン・オブ・ザ・マッチに選ばれた。2018-19シーズンは、全リーグ戦34試合に出場し続けるなど適応力の高さを見せた。2019-20シーズンは怪我の影響やミケル・アルテタの下で出場機会に苦しみ、リーグ戦29試合のみの出場となった。

#### アトレティコ・マドリード
2020年10月6日、アトレティコ・マドリードへの1シーズンのローン移籍が発表された。アーセナル側の希望により、買取オプションは付けられなかった。背番号は5番。
10月17日、セルタ・ビーゴ戦にスタメンで出場し、アトレティコ、リーガデビューをした。10月21日、UEFAチャンピオンズリーグ・グループステージのバイエルン・ミュンヘン戦に後半途中から出場し、チャンピオンズリーグデビューをした。
しかし、監督ディエゴ・シメオネからの信頼を得る事は出来ず、トレイラの不満は増加。2021年3月に実母がCOVID-19により他界。それに乗ずる形で南米への帰還とボカ・ジュニアーズへの移籍を要求し、これに対し実父がトレイラの発言に否定的な見解を示すなど、迷走を極めた。2020-21シーズン、アトレティコはリーグ優勝を果たしたものの、優勝が決まった最終節のレアル・バリャドリード戦も出場無しに終わり、トレイラは最後まで構想外の状態で終わった。

#### フィオレンティーナ
2021年8月25日、ACFフィオレンティーナへの買取オプション付きの1年間のローン移籍が発表された。

#### ガラタサライ
2022年8月8日、4年契約でガラタサライSKへの完全移籍が発表された。移籍金は600万ユーロ。

### ウルグアイ代表

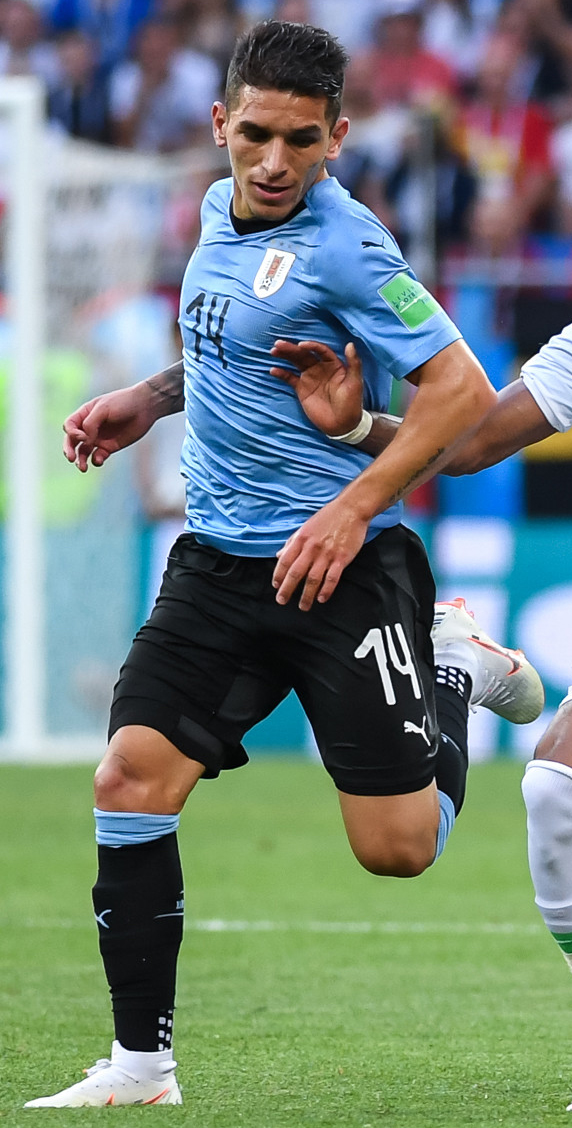
ウルグアイ代表でのトレイラ（2018年）

2018年3月23日、チャイナカップ2018のチェコ戦で代表デビューした。
2018 FIFAワールドカップメンバーに選ばれた。

## 所属クラブ
- デルフィーノ・ペスカーラ1936 2015
- UCサンプドリア 2015-2018

→  デルフィーノ・ペスカーラ1936 2015-2016 (loan)
- アーセナルFC 2018-2022

→  アトレティコ・マドリード 2020-2021 (loan)
→  ACFフィオレンティーナ 2021-2022 (loan)
- ガラタサライSK 2022-

## 個人成績
| クラブ                   | シーズン | リーグ         | リーグ戦 | リーグ戦 | カップ戦 | カップ戦 | リーグ杯 | リーグ杯 | 国際大会 | 国際大会 | その他 | その他 | 合計 | 合計 |
| クラブ                   | シーズン | リーグ         | 出場     | 得点     | 出場     | 得点     | 出場     | 得点     | 出場     | 得点     | 出場   | 得点   | 出場 | 得点 |
| ------------------------ | -------- | -------------- | -------- | -------- | -------- | -------- | -------- | -------- | -------- | -------- | ------ | ------ | ---- | ---- |
| ペスカーラ               | 2014-15  | セリエB        | 5        | 0        | 0        | 0        | -        | -        | -        | -        | 3      | 0      | 8    | 0    |
| ペスカーラ               | 2015-16  | セリエB        | 29       | 4        | 2        | 1        | -        | -        | -        | -        | 3      | 1      | 34   | 6    |
| ペスカーラ               | 通算     | 通算           | 34       | 4        | 2        | 1        | -        | -        | -        | -        | 6      | 1      | 42   | 6    |
| サンプドリア             | 2016-17  | セリエA        | 35       | 0        | 1        | 0        | -        | -        | -        | -        | 0      | 0      | 36   | 0    |
| サンプドリア             | 2017-18  | セリエA        | 36       | 4        | 2        | 0        | -        | -        | -        | -        | 0      | 0      | 38   | 4    |
| サンプドリア             | 通算     | 通算           | 71       | 4        | 3        | 0        | -        | -        | -        | -        | 0      | 0      | 74   | 4    |
| アーセナル               | 2018-19  | プレミアリーグ | 34       | 2        | 1        | 0        | 3        | 0        | 12       | 0        | 0      | 0      | 50   | 2    |
| アーセナル               | 2019-20  | プレミアリーグ | 29       | 1        | 2        | 0        | 2        | 1        | 6        | 0        | 0      | 0      | 39   | 2    |
| アーセナル               | 通算     | 通算           | 63       | 3        | 3        | 0        | 5        | 1        | 18       | 0        | 0      | 0      | 89   | 4    |
| アトレティコ・マドリード | 2020-21  | プリメーラ     | 19       | 1        | 2        | 0        | -        | -        | 5        | 0        | 0      | 0      | 26   | 1    |
| アトレティコ・マドリード | 通算     | 通算           | 19       | 1        | 2        | 0        | -        | -        | 5        | 0        | 0      | 0      | 26   | 1    |
| 総通算                   | 総通算   | 総通算         | 187      | 12       | 10       | 1        | 5        | 1        | 23       | 0        | 6      | 1      | 231  | 15   |

## 代表歴

### 出場大会
- ウルグアイ代表
  - 2018年 - 2018 FIFAワールドカップ（ベスト8）
  - 2019年 - コパ・アメリカ2019（ベスト8）
  - 2022年 - 2022 FIFAワールドカップ

### 試合数
- 国際Aマッチ 40試合 0得点（2018年-2022年）[13]

| ウルグアイ代表 | 国際Aマッチ | 国際Aマッチ |
| 年             | 出場        | 得点        |
| -------------- | ----------- | ----------- |
| 2018           | 13          | 0           |
| 2019           | 10          | 0           |
| 2020           | 3           | 0           |
| 2021           | 9           | 0           |
| 2022           | 5           | 0           |
| 通算           | 40          | 0           |

## タイトル

### クラブ
アーセナル
- FAカップ：1回（2019-20）
- FAコミュニティ・シールド：1回（2020）

### 代表
- チャイナ・カップ：2回（2018, 2019）